# 3DS
3DS（スリーディーエス）とは、抗菌剤などを入れたトレーを口腔内に装着し、う蝕の原因菌であるミュータンス連鎖球菌を殺菌するう蝕予防処置のことである。Dental Drug Delivery Systemの略で、それぞれの頭文字からこう呼ばれる。

## 概要
ドラッグリテーナー（薬剤を塗布用のマウスピース）にクロルヘキシジン（グルコン酸クロルヘキシジン）やフッ化物、イソジンゲルなどを塗布し、う蝕の原因菌であるミュータンス連鎖球菌を殺菌する。ミュータンス連鎖球菌は他の連鎖球菌と異なり歯面の上でのみ増殖するという性質があるため、3DSはミュータンス連鎖球菌を選択的に減少させることができる。また、唾液などによる薬剤の希釈を防げるうえ、歯牙に対して確実に薬剤を輸送し、塗布することができる。

## 方法
PMTC後、ドラッグリテーナーに薬剤を塗布して5分間装着する。家庭でも、トレーにフッ素ジェルなどを入れたものを1日1回程度装着する。それを1週間程度続けた後、再度歯科医院での除菌を行う。

## 効果
3 - 6か月程度は虫歯予防効果が持続するとされる。しかし、再感染などもあるため、絶対的な予防ではない。